# 路易吉·盧切尼
路易吉·盧切尼（義大利語：Luigi Lucheni，1873年4月22日—1910年10月19日），意大利無政府主義者，知名於1898年9月10日刺殺奧匈帝國的伊莉莎白皇后。

## 早年生活
盧切尼於1873年4月22日出生於巴黎，當時的名字為路易·盧切尼（Louis Luccheni）。他在出生後便被其母親露易吉亞（Luigia）丟棄於一家育嬰院內，而父親的名字己不可考。隔年8月，盧切尼被送到意大利，並在當地的弧兒院和寄養家庭之間來回。他長大後曾在意大利、瑞士和奧匈帝國內工作過，並曾在皇家意大利軍服役三年，期間參加過第一次意阿战争。服完兵役後，盧切尼移居瑞士，並在洛桑成為一個無政府主義者。

## 暗殺

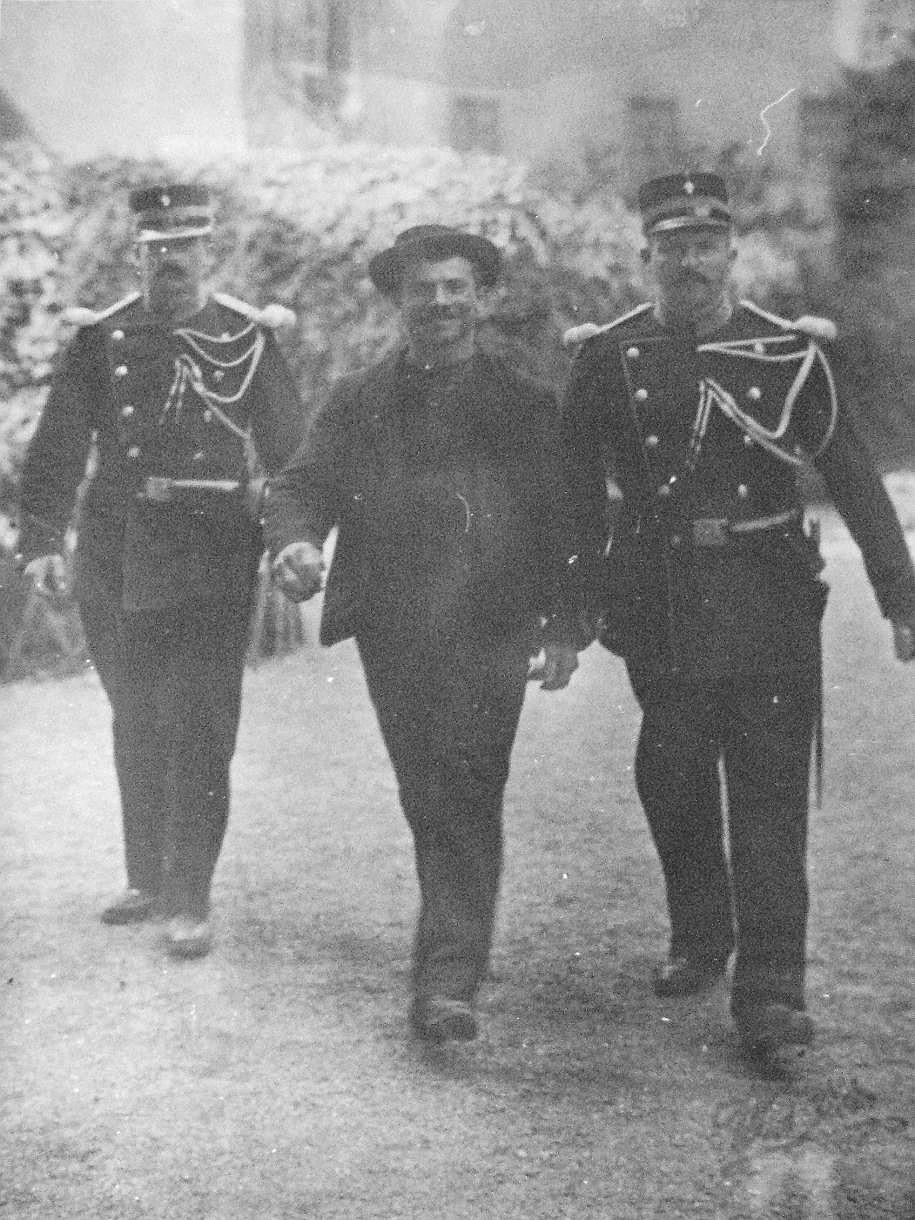
正受羈押的盧切尼（中）

1898年9月10日，到日內瓦訪問的伊莉莎白皇后和她的女官施塔雷伯爵夫人離開下榻酒店，準備乘坐外輪船前往蒙特勒。由於皇后本人衊視王室行列的關係，當時並沒有侍從伴其左右。在當天傍晚的日內瓦湖碼頭上，盧切尼走近並以四寸長的錐形工業用銼刀刺中伊莉莎白皇后的左胸下方。她受了重傷，但仍在兩個人的扶持下走了將近一百多碼，並成功登上輪船。此後該輪船一直開著，直至施塔雷伯爵夫人發現伊莉莎白皇后正在流血才駛回碼頭，到岸也隨即以臨時擔架將皇后運回酒店。襲擊發生一小時後，兩名醫生宣佈她不治逝世，終年60歲，屍檢文件隨即被銷毀，而其最后一句話則是：「發生什麼事了？」
盧切尼在逃離現場時被捕，並在隔天就找到了其使用的銼刀。他向當局表示自己是一個無政府主義者，來到日內瓦的目的是殺死一名皇室成員以作行動宣傳，而使用銼刀作兇器的原因則是不夠錢購買短劍。盧切尼的刺殺案在隔月開審，但其卻發現瑞士已經廢除死刑，也即是無法成為烈士，於是他寫了一封信，要求在另一個州受審。盧切尼最終被判處終身監禁。

## 自殺身亡與遺產
盧切尼在日內瓦主教座監獄（Prison de l'Évêché）內服刑時曾遭到各種騷擾，其中包括私人筆記本被偷走，期間他也寫下其童年的回憶錄。1910年10月19日，盧切尼在其牢房內自縊，終年37歲，他的頭顱被人以福尔马林作防腐處理後安放在日內瓦法醫學研究所內。在日內瓦和維也納的法證機構進行將近兩年的談判後，盧切尼的頭顱正式在1986年被轉移至維也納內安葬。
盧切尼暗殺伊莉莎白皇后的事件觸發了一場國際會議，來自21個國家的代表在該次國際會議上將無政府主義定性為其中一種恐怖主義，並決定成立機構來監視可疑的無政府主義者，並允許對暗殺君主的人施行死刑。伊莉莎白皇后的一生後來在許多舞台作品、電影和小說中都有描述，而盧切尼的童年回憶錄則在1998年出版。